# 瓦塔斯王朝
瓦塔斯王朝(柏柏尔语: ⵉⵡⴻⵟⵟⴰⵙⴻⵏ, Iweṭṭasen，阿拉伯语: الوطاسيون, al-waṭṭāsīyūn)，1472年–1554年统治摩洛哥的王朝。
和马林王朝一样，他们也是柏柏尔人的一支宰那泰人的后裔。马林王朝的维齐尔篡位，建立瓦塔斯王朝。维齐尔夺取了苏丹阿卜杜勒哈克二世（Abu Muhammad Abd al-Haqq）的权力，阿卜杜勒哈克二世在1459年屠杀了许多瓦塔斯人，于1465年费斯民变中被谋杀了。Abu Abd Allah al-Sheikh Muhammad ibn Yahya al-Mahdi是第一个瓦塔斯王朝苏丹，但是仅仅控制了北部摩洛哥，摩洛哥被分为若干国家。摩洛哥终于在1554年塔德拉之战后被萨阿德的首领Tagmadert取代，萨阿德王朝自1511年以来统治所有的摩洛哥南部。

## 歷史
自13世紀末期瓦塔斯家族是東部的統治者，他們和馬林蘇丹有密切的關係。馬林王朝末年葡萄牙和西班牙入侵，瓦塔斯家族幫助王國擊退入侵，而一步步掌權。1504年，瓦塔斯王朝取代馬林王朝。
在南方，一個新的王朝出現了薩阿德王朝且於1524年佔領馬拉喀什。1537年薩阿德王朝國力不斷上升的，又擊敗了葡萄牙在阿加迪爾的入侵。他們的戰績與瓦塔斯王朝相比耀眼的多。
最終，摩洛哥人把薩阿德王朝視為英雄，因其不斷奪回葡萄牙侵占的據點。在1554，如瓦塔斯城淪陷時瓦塔斯蘇丹坐船逃離北非，最後被海盜殺害。